# 渡辺みゆ (ナレーター)
渡辺みゆ（わたなべ みゆ、5月16日 - ）は、日本のナレーター。福井県出身。

## 出演作品

### 番組
フジテレビ
- 『Live News イット！』
- 『αすぽると！』
- 『すぽると！』